# تتسورو آراکی
تتسورو آراکی (انگلیسی: Tetsurō Araki؛ زادهٔ ۴ نوامبر ۱۹۷۶) کارگردان و پویانما اهل ژاپن است. وی از سال ۱۹۹۹ میلادی تاکنون مشغول فعالیت بوده‌است.